# 易舒誥
易舒誥（1475年—1526年），字欽之，号西泉，又号浯池，湖廣長沙府攸縣人，站籍，治《易經》，明朝政治人物。

## 生平
湖廣鄉試第四十七名。弘治十八年（1505年）乙丑科會試第八十二名，登進士第三甲第一百五十一名進士。选翰林院庶吉士。正德三年（1509年），任翰林院检讨，修纂《明实录》。因忤逆刘瑾和權臣焦芳，调户部主事。次年，劉瑾敗，官复原职。请终养获准，乡居14年。嘉靖朝屡召不起。

## 著作
有《浯池文集》30卷。

## 家族
曾祖父易耀；祖父易顒；父易萬福，遇例冠帶。母劉氏。